# Jonstorps socken
Jonstorps socken i Skåne ingick i Luggude härad, ingår sedan 1971 i Höganäs kommun och motsvarar från 2016 Jonstorps distrikt.
Socknens areal är 27,65 kvadratkilometer varav 27,48 land. År 2000 fanns här 2 082 invånare.  Tätorten Jonstorp med  sockenkyrkan Jonstorps kyrka ligger i socknen.

## Administrativ historik
Socknen har medeltida ursprung.  
Vid kommunreformen 1862 övergick socknens ansvar för de kyrkliga frågorna till Jonstorps församling och för de borgerliga frågorna bildades Jonstorps landskommun. Landskommunen utökades 1952 och uppgick 1971 i Höganäs kommun. Församlingen uppgick 2002 i Farhult-Jonstorps församling.
1 januari 2016 inrättades distriktet Jonstorp, med samma omfattning som församlingen hade 1999/2000.
Socknen har tillhört län, fögderier, tingslag och domsagor enligt vad som beskrivs i artikeln Luggude härad. De indelta soldaterna tillhörde Norra skånska infanteriregementet, Luggude kompani och Skånska husarregementet, Fleninge skvadron, Majorns kompani.

## Geografi
Jonstorps socken ligger norr om Helsingborg vid Skälderviken. Socknen är en odlad slättbygd.
Fiskeläget Svanshall ligger här.

## Fornlämningar
Drygt 20 boplatser från stenåldern är funna. Dessutom finns gravhögar, stenar med sliprännor och skålgropsförekomster.

## Namnet
Namnet skrevs 1361 Jonstorp och kommer från kyrkbyn. Namnet innehåller mansnamnet Jon och torp, 'nybygge'..